# Alexander Briedl
Alexander Briedl, né le 21 avril 2002 à Salzbourg en Autriche, est un footballeur autrichien qui évolue au poste de milieu défensif au FC Blau-Weiß Linz.

## Biographie

### En club
Né à Salzbourg en Autriche, Alexander Briedl est formé par le club local du Red Bull Salzbourg, où il joue avec les équipes de jeunes du club ainsi qu'avec les équipes affiliées. Le 29 janvier 2021, durant le mercato hivernal, il quitte le club pour signer en faveur du SV Horn.
Lors de l'été 2022 Alexander Briedl rejoint le FC Blau-Weiß Linz. Le transfert est officialisé le 14 juin 2022 et il signe un contrat courant jusqu'en juin 2024.
Il participe à son premier match de première division autrichienne le 23 septembre 2023 face au Red Bull Salzbourg. Il entre en jeu et son équipe s'impose par un but à zéro.
Briedl marque son premier but pour le FC Blau-Weiß Linz et en professionnel le 27 avril 2024, lors d'une rencontre de championnat face au Wolfsberger AC. Titulaire, il participe à la victoire de son équipe par deux buts à zéro ce jour-là,.

### En sélection
Le 7 juin 2024, Alexander Briedl joue son premier match avec l'équipe d'Autriche espoirs, face à la Écosse. Il est titularisé et son équipe s'impose sur le score de cinq buts à zéro.